# آگوستو روا باستوس
آگوستو روا باستوس (به اسپانیایی: Augusto Roa Bastos) نویسنده برجسته پاراگوئه است. وی بیشتر به خاطر نوشتن قصه‌هایی دربارهٔ حکومتهای استبدادی شهرت دارد.

## زندگی‌نامه
مشهورترین اثرش «حکمران اول» نام دارد. این کتاب که در سال ۱۹۷۴ منتشر شد، برجسته‌ترین اثر ادبی اسپانیایی زبان دنیای معاصر به حساب می‌آید. این اثر داستان «خوزه گاسپار رودریگز»، دیکتاتور پاراگوئه در قرن ۱۹ را روایت می‌کند.
این نویسنده، در سال ۱۹۴۷، بعد از تحمل رنج طولانی از حکومت استبدادی نظامی، به تبعید فرستاده شد. وی به مدت نیم قرن در خارج از زادگاهش زندگی کرد. تا جایی که برای مدتی در آرژانتین مستقر شد و به چندین شغل، از جمله پستچیگری روی آورد. این در حالی بود که حرفه نویسندگی‌اش را همچنان ادامه می‌داد.
وی در کنار خورخه لوئیس بورخس و ارنستو ساباتو، به عضویت دایمی جامعه ادبی بوئنوس آیرس درآمد.
او در سال ۱۹۶۰، با رمان «پسر بشر»، به موفقیت ادبی دست یافت. این کتاب دربارهٔ تاریخ دردآلود پاراگوئه‌است.
در سال ۱۹۷۶ به تولوس فرانسه رفت و در آنجا در دانشگاه به تدریس پرداخت. آن‌گاه عازم اسپانیا شد. وی در سال ۱۹۹۶ به پاراگوئه بازگشت.
روا باستوس، یکی از نویسندگان مشهور آمریکای لاتین است، که رمانهایش به بیست و پنج زبان دنیا ترجمه شده‌است.
روا باستوس، برنده جایزه ادبی سروانتس سال ۱۹۸۳، به رغم انجام یک عمل جراحی قلب، هشتاد و هفت سالگی درگذشت. وی اولین‌بار در سال ۲۰۰۳ برای بیماری قلبی تحت درمان قرار گرفت.
فیدل کاسترو، رئیس‌جمهور کوبا، در دیدار آخرش از پاراگوئه، به خانه این نویسنده رفت؛ که این امر، بیانگر شهرت بالای باستوس است.